# Butler (Pennsilvània)
Butler és una població dels Estats Units a l'estat de Pennsilvània. Segons el cens del U.S. Census Estimate, 2000 tenia 15.121 habitants.

## Demografia
Segons el cens del 2000, Butler tenia 15.121 habitants, 6.740 habitatges, i 3.626 famílies. La densitat de població era de 2.170,4 habitants per quilòmetre quadrat.
Dels 6.740 habitatges en un 26,8% hi vivien nens de menys de 18 anys, en un 35% hi vivien parelles casades, en un 14,4% dones solteres, i en un 46,2% no eren unitats familiars. En el 40,7% dels habitatges hi vivien persones soles el 16,3% de les quals corresponia a persones de 65 anys o més que vivien soles. El nombre mitjà de persones vivint en cada habitatge era de 2,18 i el nombre mitjà de persones que vivien en cada família era de 2,96.
Per edats la població es repartia de la següent manera: un 23,7% tenia menys de 18 anys, un 9,7% entre 18 i 24, un 30,3% entre 25 i 44, un 20,2% de 45 a 60 i un 16,1% 65 anys o més.
L'edat mediana era de 36 anys. Per cada 100 dones de 18 o més anys hi havia 83,9 homes.
La renda mediana per habitatge era de 25.154 $ i la renda mediana per família de 35.893 $. Els homes tenien una renda mediana de 30.607 $ mentre que les dones 20.950 $. La renda per capita de la població era de 16.457 $. Entorn del 14,7% de les famílies i el 19,1% de la població estaven per davall del llindar de pobresa.

## Poblacions més properes
El següent diagrama mostra les poblacions més properes.

## Intent d'asassinat de Donald Trump
El 13 de juliol de 2024, l'expresident dels Estats Units i candidat presidencial Donald Trump va rebre un tret a l'orella dreta mentre es trobava en un míting de campanya per les eleccions presidencials dels Estats Units de 2024 prop de Butler, Pennsilvània. L'autor dels trets fou Thomas Matthew Crooks, de 20 anys, que va disparar des d'un terrat fora del lloc de la concentració amb un rifle semiautomàtic, abans de ser abatut per un franctirador de l'equip de contraatac del Servei Secret. És el primer cop que un ex o actual president dels Estats Units resulta ferit en un intent d'assassinat des que el llavors president Ronald Reagan va ser disparat el 1981, i la primera vegada per a un candidat presidencial des de l'intent d'assassinat de George Wallace el 1972.